# Kirton (Nottinghamshire)
Kirton è un villaggio e parrocchia civile dell'Inghilterra, appartenente alla contea del Nottinghamshire.